# Atomosia frontalis
Atomosia frontalis là một loài ruồi trong họ Asilidae. Atomosia frontalis được Curran miêu tả năm 1930. Loài này phân bố ở vùng Tân nhiệt đới.